# Maurinho (1933–1995)
Maurinho, właśc. Mauro Raphael (ur. 6 czerwca 1933 w Araraquarze – zm. 28 czerwca 1995 w São Paulo) – piłkarz brazylijski, występujący podczas kariery na pozycji napastnika.

## Kariera klubowa
Piłkarską karierę Maurinho rozpoczął w klubie Paulista Jundiaí w 1941 roku. W latach 1950–1951 występował w Guarani FC. Przełomem w jego karierze był transfer do São Paulo FC. W klubie z São Paulo grał w latach 1952–1959. W tym okresie zdobył z São Paulo dwukrotnie mistrzostwo stanu São Paulo – Campeonato Paulista w 1953 i 1957 roku. Ogółem w barwach São Paulo FC wystąpił 343 razy i strzelił 145 bramek.
W 1959 roku przeszedł do Fluminense FC. Z Fluminense zdobył mistrzostwo stanu Rio de Janeiro – Campeonato Carioca w 1959 oraz Turniej Rio-São Paulo w 1960 roku. W 1961 roku wyjechał do Argentyny do Boca Juniors. Z Boca Juniors zdobył mistrzostwo Argentyny 1962. Po powrocie do Brazylii w 1963 roku występował w CR Vasco da Gama i Fluminense FC, gdzie zakończył karierę.

## Kariera reprezentacyjna
W reprezentacji Brazylii Maurinho zadebiutował 21 marca 1954 w wygranym 4-1 meczu z reprezentacją Paragwaju w eliminacjach mistrzostw świata 1954. Był to udany debiut, gdyż Maurinho zdobył ostatnią bramkę dla Brazylii. Na mundialu w Szwajcarii Maurinho był rezerwowym i wystąpił tylko w przegranym 2-4 meczu ćwierćfinałowym z Węgrami.
W 1955 roku zdobył z Brazylią Copa Oswaldo Cruz 1955 oraz Copa O'Higgins 1955. W 1956 roku wystąpił na Copa América, na którym Brazylia zajęła czwarte miejsce. Na tym turnieju wystąpił w pięciu meczach z Chile (bramka), Paragwajem, Peru, Argentyną i Urugwajem.
Ostatni raz w reprezentacji Maurinho wystąpił 10 lipca 1957 w wygranym 2-0 meczu z Argentyną, którego stawką było Copa Julio Roca 1957. Ogółem w latach 1954–1957 Maurinho w reprezentacji Brazylii wystąpił w 14 meczach i strzelił 4 bramki.